# تومي ريان (لاعب دوري الرغبي)
تومي ريان (بالإنجليزية: Tommy Ryan)‏ هو لاعب دوري الرغبي أسترالي، ولد في 1930 في Bingara, New South Wales ‏ في أستراليا.